# José Joaquín Trejos Fernández
José Joaquín Trejos Fernández (né le 18 avril 1916 à San José – mort le 10 février 2010 dans la même ville) est un homme d'État qui fut le président du Costa Rica du 8 mai 1966 au 8 mai 1970.

## Source
- (es) Cet article est partiellement ou en totalité issu de l’article de Wikipédia en espagnol intitulé « José Joaquín Trejos Fernández » (voir la liste des auteurs).